# جسم رسالة بروتوكول نقل النص التشعبي
جسم رسالة بروتوكول نقل النص التشعبي (بالإنجليزية: HTTP Message Body) وهي البيانات المنقولة بالبايت في رسالة HTTP وتتبع مباشرة رأس الرسالة Header إذا وجد (في بروتوكول نقل النص التشعبي 0.9 لايوجد رأس HTTP/0.9 ) .

## رسالة HTTP
هي رسالة طلب / استجابة وتتكون من التالي :
- سطر طلب كالتالي GET /logo.gif HTTP/1.1 أو سطر وضع حالة كالتالي HTTP/1.1 200 OK
- الرأس
- سطر فارغ خالي
- بيانات جسم الرسالة ويكون اختياري

سطر طلب / وضع request/status ورأس Header ينتهي ب <CR><LF> وهو carriage return متبوع ب line feed

## مثال استجابة response
التالي مثال يوضح ما يمكن أن يكون عليه شكل الاستجابة من الخادم Server :
```
HTTP
/
1.1
 
200
 
OK

Date
:
 
Sun, 10 Oct 2010 23:26:07 GMT

Server
:
 
Apache/2.2.8 (Ubuntu) mod_ssl/2.2.8 OpenSSL/0.9.8g

Last-Modified
:
 
Sun, 26 Sep 2010 22:04:35 GMT

ETag
:
 
"45b6-834-49130cc1182c0"

Accept-Ranges
:
 
bytes

Content-Length
:
 
13

Connection
:
 
close

Content-Type
:
 
text/html

Hello world!

```